# San Mateo de Gállego
Pour les articles homonymes, voir San Mateo, Mateo (homonymie) et Gallego.
San Mateo de Gállego est une commune d’Espagne, dans la province de Saragosse, communauté autonome d'Aragon, Comarque de Saragosse.

## Géographie
Les communes limitrophes sont  Leciñena, Perdiguera, Saragosse et Zuera.
Administrativement la commune se situe dans la comarque de Saragosse.

## Politique et administration
San Mateo de Gállego appartient à la province de Saragosse et à la communauté autonome d'Aragon.

### Conseil municipal
Lors des élections municipales de 2023, le conseil municipal se compose de 11 élus.
| Parti            | Parti                             | 1979 | 1983 | 1987 | 1991 | 1995 | 1999 | 2003 | 2007 | 2011 | 2015 | 2019 | 2023 |
| ---------------- | --------------------------------- | ---- | ---- | ---- | ---- | ---- | ---- | ---- | ---- | ---- | ---- | ---- | ---- |
|                  | Parti socialiste ouvrier espagnol |      |      |      | 3    | 1    | 5    | 5    | 7    | 5    | 6    | 6    | 5    |
|                  | Parti populaire                   |      |      |      | 5    | 5    | 6    | 4    | 3    | 3    | 2    | 1    | 6    |
|                  | Parti aragonais                   |      | 6    | 3    | 1    | 2    |      | 2    | 1    | 1    | 1    |      |      |
|                  | Alliance populaire                |      | 3    | 6    |      |      |      |      |      |      |      |      |      |
|                  | Chunta Aragonesista               |      |      |      |      |      |      |      |      | 2    | 2    |      |      |
|                  | Ciudadanos                        |      |      |      |      |      |      |      |      |      |      | 3    |      |
|                  | Union du centre démocratique      | 2    |      |      |      |      |      |      |      |      |      |      |      |
|                  | CI                                | 3    |      |      |      |      |      |      |      |      |      |      |      |
|                  | AISM                              | 4    |      |      |      |      |      |      |      |      |      |      |      |
|                  | Izquierda Unida                   |      |      |      |      | 1    |      |      |      |      |      |      |      |
|                  | Vox                               |      |      |      |      |      |      |      |      |      |      | 1    |      |
| Nombre de sièges | Nombre de sièges                  | 9    | 9    | 9    | 9    | 9    | 11   | 11   | 11   | 11   | 11   | 11   | 11   |

### Liste des maires
| Période                                  | Période  | Identité                      | Étiquette | Qualité |
| ---------------------------------------- | -------- | ----------------------------- | --------- | ------- |
| 1979                                     | 1983     | Jesús Gil Tolosa              | Ind.      |         |
| 2003                                     | 2011     | Jesús Ramón Villagrasa Letosa | PSOE      |         |
| 2011                                     | 2015     | Teresa Solanas                | PAR       |         |
| 2015                                     | En cours | José Manuel González Arruga   | PSOE      |         |
| Les données manquantes sont à compléter. |          |                               |           |         |

### Jumelages
| Ville | Ville                 | Pays | Pays      |
| ----- | --------------------- | ---- | --------- |
|       | Les Ancizes-Comps     |      | France    |
|       | Saint-Georges-de-Mons |      | France    |
|       | Sinzing               |      | Allemagne |